# Recesija
Recesija (iz latinskog recessio: uzmicanje) je faza pada unutar poslovnog ciklusa u kojemu dolazi do općeg smanjenja gospodarske aktivnosti. Mjeri se opadanjem realnoga bruto nacionalnog proizvoda i praćen je općim pogoršanjem ekonomske klime (pad realnog dohotka, porast nezaposlenosti, niskim stupnjem iskorištenosti proizvodnih kapaciteta...). Recesijom se smatra svako lagano opadanje realnoga bruto nacionalnog proizvoda u dva ili više uzastopnih kvartala.
Recesija je manje duboka i ozbiljna od depresije. Ponavlja se u razdobljima od po nekoliko godina, uobičajeno započinje u jednoj zemlji i treba joj određen broj mjeseci, odnosno godišnjih kvartala da se preseli u druge.
Tri su osnovna obilježja (three D/S) recesije: 
1. trajanje (duration) – vremenska dužina,
2. dubina (depth) – koliko duboko zadire,
3. difuzija (diffusion) – koliko se široko rasprostire.

Potrošači na recesiju odgovaraju promjenom ponašanja u potrošnji, tj. troše pažljivije, a za konkurentnu marketinšku akciju poslovnih subjekata u vrijeme recesije neophodna je analiza navedenih obilježja.

## Recesije u Hrvatskoj
Hrvatska je u kratkom vremenu od neovisnosti do danas prošla kroz tri recesije. Važno je uočiti kako su u svakoj recesiji važnu ulogu igrali inozemni čimbenici. Po definiciji ne postoje dvije iste recesije, ali je vrlo važno uočiti određene zakonitosti. Tako za Hrvatsku možemo lako ustanoviti da su uzroci recesija uvijek kombinacija inozemnih i domaćih čimbenika.
Prva, tranzicijska recesija u Hrvatskoj trajala je od 1990. do 1993. godine, a uzrokovana je Domovinskim ratom, prelaskom s planskog na tržišni način privređivanja te prvom bankarskom krizom. Prema tome, interni i eksterni čimbenici su bili odgovorni za tranzicijsku recesiju. Eksterni čimbenik je Domovinski rat, dok su interni čimbenici tranzicija i bankarska kriza.
Druga, kasna tranzicijska recesija trajala je od 1998. do 1999. godine, a uzrokovana je drugom bankarskom krizom u Hrvatskoj, ali i ratnim operacijama NATO-a na Kosovu što je izrazito negativno utjecalo na hrvatski turizam i gurnulo gospodarstvo u recesiju. Uz to, u okruženju su se odvile dvije vrlo velike krize: Azijska kriza 1997. i Ruska kriza 1998. Prema tome, kasna tranzicijska recesija je također bila izazvana internim čimbenicima, drugom bankarskom krizom, te eksternim čimbenicima, ratom na Kosovu i financijskim krizama u okruženju.
Treća recesija, odnosno globalna financijska kriza (Velika recesija), započela je u Hrvatskoj 2009. i trajala je do 2015., odnosno punih pet godina i tri kvartala. Izazvala ju je recesija u većini zemalja Europske unije, a izvor joj je bila financijska kriza u SAD-u. Kao i prethodne dvije recesije, zbivanja se mogu objasniti internim i eksternim čimbenicima. Recesija je u Hrvatskoj bila izazvana eksternim čimbenicima, jer je pad BDP-a doživjela gotovo cijela Europska unija. Međutim, dugotrajnost recesije u Hrvatskoj se može pripisati internim čimbenicima, jer su se druge zemlje oporavile znatno brže.
Očekuje se pad hrvatskog BDP-a od 9,4% u 2020. godini i da će koronakriza vjerojatno biti i teža od globalne financijske krize, kada je hrvatski BDP pao 8,8% u prvom kvartalu 2009. godine. Tijekom zadnje recesije možda i nije bio toliki problem nagli pad BDP-a, već činjenica da je BDP padao iznimno dugo, čak 6,5 godina. Recesija uzrokovana koronavirusom vjerojatno neće biti jednokratni nagli šok nakon čega će potrošači nastaviti tamo gdje su stali jer su se pojavile posljedice kad je riječ o nezaposlenosti i padu plaća. Posljedice mogu biti i teže ako se šokovi budu prelijevali između zemalja, ali i između sektora gospodarstva.